# Abel Isidoro Antezana y Rojas
Abel Isidoro Antezana y Rojas CMF (* 13. Mai 1886 in Tarata; † 27. November 1968) war ein römisch-katholischer Erzbischof von La Paz.

## Leben
Abel Isidoro Antezana y Rojas trat der Ordensgemeinschaft der Claretiner bei und empfing am 31. Mai 1909 die Priesterweihe. Pius XI. ernannte ihn am 19. Mai 1924 zum Bischof von Cochabamba. Der Papst ernannte ihn am 13. November 1924 zum Bischof von Oruro.
Die Bischofsweihe spendete ihm der Apostolische Nuntius in Venezuela, Filippo Cortesi, am 25. Juli  15. März des nächsten Jahres; Mitkonsekratoren waren Luigi Francesco Pierini OFM, Erzbischof von Sucre.
Pius XI. ernannte ihn am 16. Januar 1938 zum Bischof von La Paz. Mit der Erhebung zum Erzbistum am 18. Juni 1943  wurde er zum Erzbischof ernannt. Er nahm an allen Sitzungsperioden des Zweiten Vatikanischen Konzils teil. Nach dem Rücktritt als Erzbischof am 5. April 1967 ernannte ihn der Papst zum Titularerzbischof von Sinna.